# Corrosie

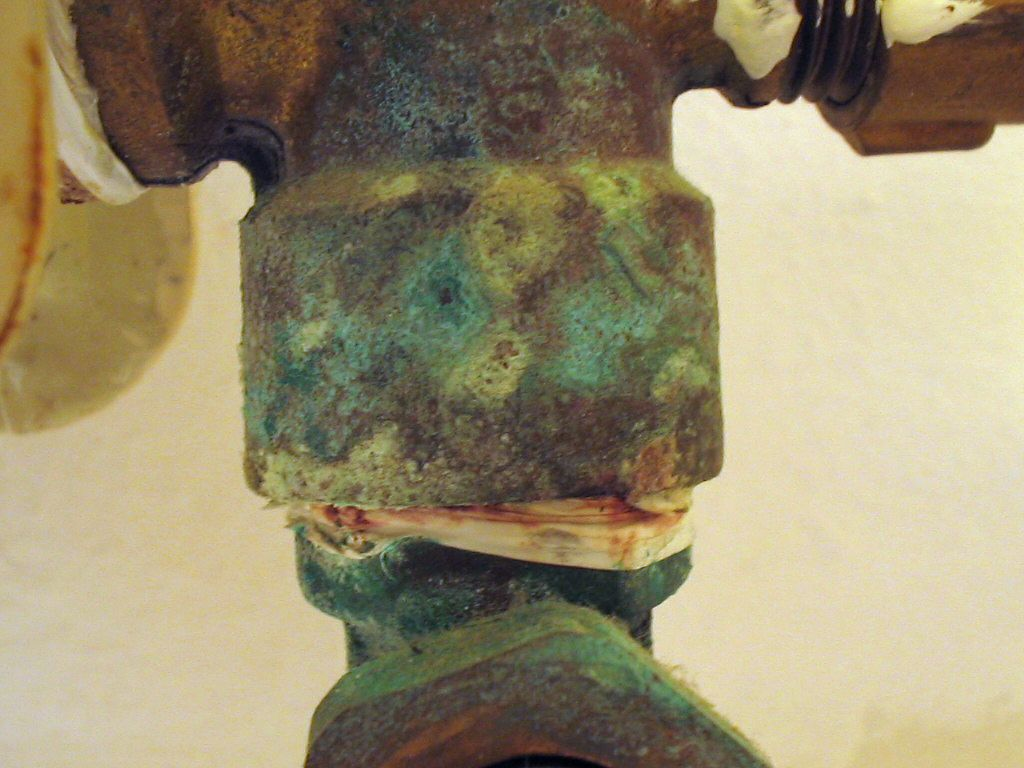
Koper slaat groen (malachiet) of zwart (koper(II)oxide - CuO) uit bij corrosie

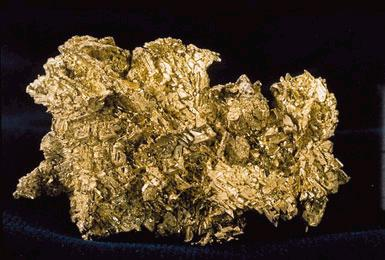
Goud oxideert niet, zelfs niet na lange tijd

Corrosie is de natuurlijke chemische aantasting van materialen doordat hun omgeving op ze inwerkt, in het bijzonder de aantasting van metalen door elektrochemische reacties. Door corrosie wordt zuiver metaal omgezet in (geoxideerd tot) een chemisch stabieler (minder reactief) metaaloxide. Aantasting van materiaal door puur mechanische (niet-chemische) invloeden zoals schuren, of breuk door een botsing of val, wordt niet als corrosie aangemerkt.
De bekendste soort corrosie is de aantasting van metaaloppervlakken, door reactie van het materiaal met in de lucht aanwezige zuurstof en water, waardoor bijvoorbeeld ijzer gaat roesten en koper groen uitslaat. Ook in een waterig milieu en bij hoge temperatuur kan corrosie optreden en kunnen keramische materialen en kunststoffen worden aangetast. Corrosie brengt veiligheidsrisico's (falen van dragende constructies) en grote kosten met zich mee.

## Corrosiemechanismen
Diverse typen corrosie kunnen onderscheiden worden, waarbij verschillende chemische reacties een rol spelen.
De meest bekende corrosiereactie is die waarbij zuurstof uit de atmosfeer in combinatie met water, of vocht uit de atmosfeer, reageert met ijzer, koper, of een ander metaal en dit in een geoxideerde toestand brengt.
Het doel van corrosiebescherming is dit natuurlijke proces zo veel mogelijk te vertragen.
In zout water worden alle corrosieprocessen versneld, hoewel ook daarin zuurstof de oxidator is. Door de natrium- en chlorideionen is het geleidingsvermogen van zout water veel hoger dan van zuiver water en is de kortsluitstroom van de corrosiecel ook veel hoger.
Het aflezen van de precieze corrosiereactie in een bepaald milieu kan gebeuren middels het pourbaixdiagram.

### Zuurstofcorrosie

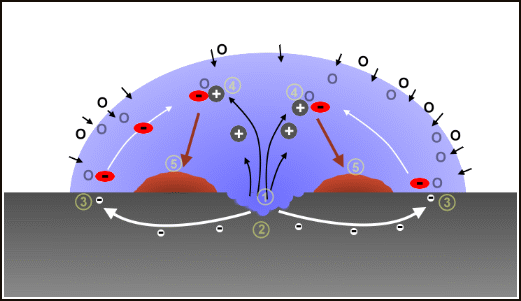
Schema van zuurstofcorrosie van ijzer (grijs) met roestvorming (rood) onder invloed van water (blauw) en zuurstof (wit) en enige stroming van geladen deeltje.

Bij zuurstofcorrosie worden in waterdruppeltjes opgeloste zuurstofmoleculen gereduceerd tot hydroxide- (OH−)ionen, terwijl het metaal gelijktijdig reageert tot een metaaloxide. Het roesten van ijzer is een voorbeeld van zuurstofcorrosie.
Dit kan voorgesteld worden door de reactie weer te geven als enkele (denkbeeldige) halfreacties:
{\displaystyle {\ce {6 H2O + 3 O2 + 12 e- -> 12 OH-}}}
{\displaystyle {\ce {4 Fe -> 4 Fe^3+ + 12 e-}}}
{\displaystyle {\ce {4 Fe^3+ + 12 OH- -> 2 Fe2O3 + 6 H2O}}}
Deze halfreacties leveren samen:
{\displaystyle {\ce {4 Fe + 3 O2 -> 2 Fe2O3}}}
Zuurstofcorrosie treedt op in een vochtige omgeving die neutraal of basisch is. Voorts moet de metaal/metaaloxidereactie een lagere standaard redoxpotentiaal hebben dan het redoxpaar O2 / OH− (0,4 volt).

### Uniforme corrosie
Dit is het gelijkmatig corroderen van oppervlakken waarop geen beschermende oxidelaag is aangebracht. De snelheid van dit type corrosie hangt in eerste instantie af van de luchtvochtigheid. In zee of industriële omstandigheden (aanwezigheid van Cl- ionen of SO2) ontstaan hygroscopische corrosieproducten die de corrosievorming sterk bevorderen.

### Zuurcorrosie
Bij de zuurcorrosie reageren metalen met een zuur tot een metaalzout en waterstofgas.
Zuurcorrosie treedt op bij blootstelling van een metaal aan een zuurhoudend elektrolyt (pH < 7). De heftigheid van deze vorm van corrosie hangt, behalve van de sterkte van het zuur, ook sterk af van de plaats van het metaal in de zogenaamde spanningsreeks. Het moet hierin aan de linkerzijde van waterstof vermeld staan. Hoe verder het in deze reeks naar links staat, hoe heftiger de reactie.

### Galvanische corrosie
Galvanische corrosie treedt op wanneer aan elkaar bevestigde metalen worden blootgesteld aan een elektrolyt. Hierbij zal het metaal wat het meest links in de spanningsreeks vermeld staat versneld corroderen en het andere metaal minder snel.
Twee verschillende en elektrisch aan elkaar gekoppelde metalen in een elektrolyt vormen een zogenaamd galvanisch koppel, dit zal in de elektrolyt een potentiaal aannemen tussen de rustpotentialen van de beide metalen in. Voor het minst edele metaal van het koppel veroorzaakt dit versnelde corrosie als gevolg van de potentiaalverhoging, terwijl het andere, "edeler", metaal juist minder zal corroderen dankzij de potentiaalverlaging. Van dit verschijnsel wordt bewust gebruikgemaakt bij kathodische bescherming. Dit alles is alleen mogelijk in aanwezigheid van een elektrolyt.

### Spanningscorrosie
Spanningscorrosie treedt op in bepaalde metalen onder de gelijktijdige inwerking van een corrosief medium en trekspanningen. Het bekendste voorbeeld van scheurvormende spanningscorrosie is chloride spanningscorrosie in roestvast staal. Dit treedt in het algemeen op als wordt voldaan aan drie voorwaarden:
1. Aanwezigheid van chloride in het water. Dit hoeft maar heel weinig te zijn, leidingwater met 50 mg/liter bevat al genoeg chloride.
2. Een temperatuur hoger dan 50-60 °C
3. Aanwezigheid van trekspanningen in het onderdeel. Deze spanningen kunnen ook spanningen ten gevolge van 'koude deformatie' zijn.

Sinds 1985 is bekend dat in binnenzwembaden reeds spanningscorrosie kan optreden bij temperaturen die veel lager liggen dan 50 °C. In Steenwijk is in 2001 een heel plafond ingestort en in Uster (Zwitserland) is in 1985 een betonnen zwembaddak ingestort ten gevolge van scheurvormende spanningscorrosie in roestvaststalen bevestigingsmiddelen. Hierbij waren twaalf doden te betreuren. In 2004 vielen 28 doden in een zwembad in Moskou, in 2005 vielen er 14 doden in Chusovoy en in 2011 overleed in Tilburg een baby door het naar beneden vallen van een luidsprekerbox.

### Corrosie door zwerfstromen
De belangrijkste bronnen van zwerfstromen in de bodem zijn spoor- en tramlijnen en enkele grote elektrolysebedrijven (chloor- en aluminiumproductie). Dit kan elektrische bodemvervuiling genoemd worden.
Wisselstromen zijn betrekkelijk ongevaarlijk. Gelijkstromen kunnen de oorzaak zijn van aantasting van metalen voorwerpen in de bodem, zoals pijpleidingen en olie- en benzinetanks. Zwerfstromen gaan gedeeltelijk door deze metalen voorwerpen en daarbij ontstaan anode- en kathodeplaatsen. Dit gebeurt meestal op vaste plaatsen, zodat er op de anodeplaatsen versnelde corrosie optreedt. Een middel hiertegen is de zogenaamde kathodische bescherming. Soms wordt bijvoorbeeld een negatieve elektrische gelijkspanning op een ondergrondse metalen leiding gezet om ze tegen corrosie als gevolg van zwerfstromen te beschermen. Voor ondergrondse leidingen van gas of water is dit meestal niet de moeite waard, maar voor bijvoorbeeld stoomleidingen is het een gangbare praktijk.

### Putcorrosie
Putcorrosie treedt op bij materialen die zich tegen corrosie beschermen met een oxidelaag, hierbij penetreren deeltjes (vaak chloride-ionen) de beschermende laag.
De gevoeligheid van een legering voor putcorrosie wordt aangegeven met de pitting resistance equivalent number (PREN).

### Spleetcorrosie
Zoals de naam aangeeft treedt spleetcorrosie op in spleten en kieren die gevuld raken met water. In deze kieren en spleten kan het water niet voldoende ververst worden, zodat het water een andere, gevaarlijkere, samenstelling krijgt.

### Interkristallijne corrosie
Interkristallijne corrosie is het ontstaan van corrosie langs de korrelgrenzen van een legering. De kristallen zelf blijven vrijwel onaangetast, maar het metaal verliest wel zijn samenhang. Hoewel slechts een kleine hoeveelheid legering corrodeert, kan de schade zeer groot zijn.
Deze corrosie ontstaat vaak wanneer het materiaal een lange tijd op relatief hoge temperatuur wordt gehouden, hierdoor segregeert het chroom door de vorming van chroomcarbide Cr23C6 (deze stof is erg rijk aan chroom, die de corrosievorming tegengaat).
Dit proces wordt tegengaan door de concentraties van de stoffen die tot de vorming van het carbide zorgen te verminderen: het toepassen van staal met een extra laag koolstofgehalte (type L staal), of door het staal te stabiliseren door titanium, niobium, of tantalum toe te voegen (aangeduid met de toevoeging Ti, Nb of Ta).

### Microbiële corrosie
Deze vorm van corrosie, ook wel microbieel geïnduceerde corrosie (Engels: microbially induced corrosion of MIC) of biocorrosie genoemd, is corrosie die wordt beïnvloed door de aanwezigheid en/of werking van micro-organismen in biofilms op het oppervlak van het corroderend materiaal. Dit laatste kan een metaal zijn (zoals staal of aluminiumlegeringen), of een niet-metaal (zoals beton, glas of kunststof).

## Effecten van corrosie
Corrosie leidt tot sterkteverlies, omdat de corrosieproducten (oxiden en zouten) veel zwakker zijn dan het metaal. De corrosieproducten brokkelen af en de metalen delen worden dunner. Op deze wijze kunnen zelfs gaten vallen in metalen platen.
Een bijkomend probleem is dat de corrosieproducten een groter volume innemen dan het metaal. Door uitzetten van het materiaal kan een constructie ontwricht raken. Dit treedt bijvoorbeeld op in betonrot, waarbij het wapeningsstaal van gewapend beton gaat roesten.
Bij sommige soorten corrosie wordt een ondoordringbaar laagje metaaloxide gevormd, waardoor het corrosieproces stopt. Dat verklaart het feit dat aluminium nauwelijks corrodeert, hoewel het op zichzelf zeer gevoelig is voor corrosiereacties.

## Corrosiepreventie

### Constructieve details
Door een goede manier van construeren kan corrosie aanzienlijk worden verminderd of zelfs worden voorkomen.
- Zorg dat water niet lang op de constructie kan blijven staan. Dit water is nodig als transportmiddel van de reactieproducten.
- Zorg dat zich geen vuil kan verzamelen.
- Vermijd spleten. Deze kunnen gevuld worden met vocht.
- Voorkom nauwe openingen. Hierdoor is het moeilijk een beschermlaag aan te brengen of onderhoud te plegen.
- Voorkom scherpe randen. Deze kunnen gemakkelijk beschadigen. Een eventuele beschermlaag zal op randen veel dunner zijn.
- Zorg voor strakke lasnaden of bewerk ze na.
- Voorkom contactcorrosie. Isoleer ongelijksoortige metalen van elkaar.
- Zorg voor een onderhoudsvriendelijk ontwerp.

### Materiaalkeuze
Het ene materiaal is gevoeliger voor corrosie dan het andere. De eerste methode van corrosiepreventie is het kiezen van een corrosiebestendig materiaal. Er moet 12-18 procent Cr in staal aanwezig zijn opdat het corrosievast zou zijn.

### Beschermende laag
De volgende methoden schermen het kwetsbare materiaal af van het corrosiemedium (bijvoorbeeld de buitenlucht):
- Coatings (verven of lakken)
- Bekleden met rubber of harsen
- Verzinken, bijvoorbeeld door galvaniseren
- Emailleren, het aanbrengen van een glas-achtige laag op bijvoorbeeld kookgerei en kleinere chemische reactoren
- Anodiseren van aluminium; hierbij wordt elektrochemisch een aluminiumoxidelaag gevormd op het materiaal, die verdere corrosie belemmert
- Bruneren, het dompelen van staal in een hete alkalisch-oxiderende oplossing, waardoor op het oppervlak van het te behandelen product een dun laagje zwart ijzeroxide (Fe3O4) wordt gecreëerd

Bij sommige materialen (aluminium, roestvast staal) is dit niet nodig: het oxide vormt een hechte, aansluitende en beschermende laag rond het metaal. Dit in tegenstelling tot ijzer, waarvan het oxide een poreus laagje is. In het eerste geval wordt het oxideren van de dieperliggende delen belet, in het tweede geval niet. Dit geldt voor het normale gangbare staal en ijzer van na 1900. Hier zit mangaan in. Zuiver ijzer, zoals het zogenaamde puddelijzer dat tot circa 1900 werd gebruikt, bevat geen mangaan en roest veel minder door vorming van een afsluitende oxide huid .

### Kathodische bescherming
Kathodische bescherming is een methode van corrosiebestrijding die berust op het principe van potentiaalverlaging van het te beschermen object.
Door de potentiaal voldoende te verlagen wordt de anodereactie van ijzer tot ijzerionen zo sterk vertraagd dat hij praktisch te verwaarlozen is. Het te beschermen voorwerp (bijvoorbeeld een pijpleiding in water of in de grond) wordt daarbij kathode. Aan deze buis vindt alleen de kathodische waterreductie plaats (waterstofgasvorming). De stroom die daarvoor nodig is wordt meestal beschermstroom genoemd. De benaming beschermstroom is eigenlijk incorrect, want het gaat om de potentiaal (spanning) en die moet dan ook regelmatig gecontroleerd worden

### Corrosietest
Het doel van een corrosietest is om van een product te onderzoeken of het voldoende corrosiebestendig is.